# 古瀬健樹
古瀬 健樹（ふるせ かつき、2002年1月25日 - ）は、日本のラグビーレフリー（審判員）。

## プロフィール
- 福岡県大野城市出身[2]。
- 選手時代のポジションはスタンドオフ(SO)、フッカー(HO)。

## 略歴
中学からラグビーを始めてこの頃は主将を務めたが進路を考えて高校からラグビー選手ではなくレフリーを志す。
そして2018年、九州ラグビーフットボール協会レフリー九州協会公認B級試験に合格して史上最年少で審判資格取得。
2020年、東福岡高校卒業後、早稲田大学に入学。早稲田大学ラグビー蹴球部にレフリーとして入部。なお東福岡高校時代、第12回U18合同チーム東西対抗戦でレフリー担当。
翌2021年2月、ジャパンラグビートップチャレンジリーグ2021近鉄ライナーズ対栗田工業ウォーターガッシュでシニアレベルの初公式戦レフリーデビュー。同年10月、日本協会A級公認レフリーに選ばれた。
2022年2月5日、ジャパンラグビーリーグワンの初年度2022シーズンDIVISION2の第3節において、三菱重工相模原ダイナボアーズと釜石シーウェイブスの対戦で、リーグワンとしては初めて主審を務める。以後、早稲田大3年生となった5月までにDIVISION1の主審を5試合担当した。
2023年1月7日、JAPAN RUGBY LEAGUE ONEの2022-23シーズンDIVISION1第3節、東京サントリーサンゴリアスと横浜キヤノンイーグルスの試合をはじめ、以後、多くの主審を担当。

## 受賞歴

### ジャパンラグビーリーグワン
- 2022-23 ベストホイッスル賞
- 2023-24 ベストホイッスル賞
- 2024-25 ベストホイッスル賞